# Man in the Box
«Man in the Box» (укр. Людина в коробці) — пісня американського рок-гурту Alice in Chains, другий сингл з дебютного альбому Facelift (1990).
Лейн Стейлі написав текст після зустрічі з керівниками Columbia Records, що розповіли йому за обідом, як худобу вирощують у дерев'яних загонах («коробках») на забій. Гітарний ток-бокс було додано за рекомендацією продюсера Дейва Джердена, за аналогією з хітом Bon Jovi «Livin' on a Prayer». Композиція потрапила до ротації на MTV та принесла гуртові широку популярність.

## Історія пісні
Текст пісні належить фронтмену Alice in Chains Лейну Стейлі. Він написав його після вечері з представниками звукозаписувальної компанії Columbia Records: ті були вегетаріанцями та розповіли Стейлі, що телятину виготовляють, вирощуючи тварин в тісних загонах, щоб ті не рухалися багато. Згідно з іншим поясненням музикантів, ця пісня розповідала про цензуру та контроль медіа, але пізніше Лейн Стейлі спростував це.
На пісню було знято відеокліп, витриманий в тонах сепії. В центрі кліпу — персонаж Лейна Стейлі, який, повторюючи назву пісні, знаходиться в тісному загоні на фермі в оточенні тварин. Примітною частиною звучання композиції є використання ток-боксу, через яке пісню порівнювали із «Livin' on a Prayer» Bon Jovi — власне, саме після прослуховування цього хіта по радіо продюсер Дейв Джерден запропонував гуртові використати цей музичний ефект. Інша визначна деталь пісні — гармонізовані вокальні партії Лейна Стейлі та Джеррі Кантрелла, які надалі стануть візитівкою Alice in Chains.
Пісня увійшла до дебютного альбому Alice in Chains Facelift, що вийшов в серпні 1990 року. Продажі альбому були поганими, за перші шість місяців було продано лише 40 тис. примірників. Проте після того, як відеокліп «Man in the Box» потрапив до ротації на музичному каналі MTV, популярність гурту почала швидко зростати. «Man in the Box» потрапила на 18 місце в чарті Billboard мейнстримного року, і за підсумками року була номінована на отримання «Греммі» в категорії «Найкраще хард-рокове виконання з вокалом». 